# Æthelweard af England
Æthelweard (født 904, død 924) var konge af England i en meget kort periode i sit dødsår. 
Han var søn af Edward den Ældre, men var mere interesseret i boglig lærdom end i magt, og skal have levet som eremit ved Bridgnorth da faren døde. Han blev valgt som konge, men døde i Oxford bare seksten dage senere. Datoerne som traditionelt er opgivet for hans regeringstid er 17. juli til 2. august, men dette baserer sig på, at hans regeringstid begyndte samme dag som farens død, noget som er tvivlsomt. Det blev hævdet, at hans halvbror og efterfølger Æthelstan fik ham myrdet.
Æthelweard blev begravet i Winchester Cathedral.